# Skorospelka Krasnaja
Skorospelka Krasnaja sinonimia: Скороспелка красная, es una variedad cultivar de ciruelo (Prunus domestica), de las denominadas ciruelas europeas,
una variedad de ciruela obtenida en la URSS, resultado de la polinización cruzada de la 'Ciruela Húngara Común' en 1926. Las frutas tienen un tamaño de medio, con un color principal de la piel rosa escarlata, y el sobre color rosa frambuesa, con una capa ligera de pruina de color gris azulado, y pulpa de color amarillo brillante, moderadamente jugosa con fibras, se oscurece medianamente al exponerse al aire, de sabor agridulce.

## Sinonimia
- "Скороспелка красная",
- "Skorospelka Roja",
- "Rojo temprano",
- "Слива Скороспелка красная",
- "Sliva Skorospelka Krasnaya"
- "Skorospelka Krasnaja".[3]

## Historia
El progenitor de 'Skorospelka Krasnaya' es la "ciruela común húngara" ("Ciruela Moscow Hungarian", o "Tsaritsynskaya Hungarian", es una antigua variedad de ciruelas domésticas (Prunus domestica) de maduración tardía. Obtenido en la base genética del Instituto de Selección y Tecnología de Horticultura y Vivero de toda Rusia (FGBNU VSTISP). Anteriormente, estaba muy extendido en los jardines de granjas colectivas en el "distrito de Leninsky".
La variedad de ciruela de maduración temprana se crio en el antiguo vivero "Regel y Kesselring" antes de 1926, se conoció oficialmente en Rusia solo en 1947, después de haber ingresado en el Registro Botánico del Estado.

## Características
'Skorospelka Krasnaja' árbol de altura mediana, con copa ovalada y redondeada, de densidad moderada. Requiere suelo ligero y una posición soleada. Variedad resistente al invierno de los países nórdicos, y moderadamente a la sequía. los mejores rendimientos se obtienen entierras ricas, profundas,, abonadas e irrigadas. La variedad es autofértil. Tiene un tiempo de floración que comienza a partir del 18 de abril con el 10% de floración, para el 22 de abril tiene una floración completa (80%), y para el 4 de mayo tiene un 90% de caída de pétalos.
'Skorospelka Krasnaja' tiene una talla de tamaño medio (peso promedio 15 a 20 g.), de forma  ovalada alargada con una parte superior ligeramente puntiaguda y curva con unas dimensiones: 3,5 cm de largo, 3 cm de ancho y 2,8 cm de grosor, epidermis siendo el color principal de la piel rosa escarlata, y el sobre color rosa frambuesa, con una capa ligera de pruina de color gris azulado, con la sutura perceptible, línea fina, incolora; Pedúnculo de longitud medio;pulpa de color amarillo brillante, moderadamente jugosa con fibras, se oscurece medianamente al exponerse al aire, de sabor agridulce.
Hueso semi libre, con ligera adherencia solo en zona ventral, de tamaño mediano, elíptico redondeado.
Su tiempo de recogida de cosecha se inicia en su maduración desde finales de agosto a mediados de septiembre. Maduran de manera desigual, y cuando están maduros se caen.

## Progenie
- La ciruela 'Skorospelka Krasnaja' ha originado gracias a la fecundación de su gineceo como "Parental Madre" a la nueva variedad de ciruela: 'Mirnaya'.

- Ha originado gracias a su hibridación 'Skorospelka Krasnaja' x 'Renklod Ullensa' a la nueva variedad  'Utro'.

- La nueva variedad Fioletovaya obtenida gracias al cruce de las variedades 'Victoria' x 'Skorospelka Krasnaja'

- La ciruela 'Skorospelka Krasnaja' ha originado gracias a su polen fecundante como "Parental Padre" a la nueva variedad de ciruela: 'Pamyat Timiryazeva'.

## Usos
La ciruela 'Skorospelka Krasnaja' se comen crudas de fruta fresca en mesa, en macedonias de frutas, pero también en postres, repostería, como acompañamiento de carnes y platos. Se transforma en mermeladas, almíbar de frutas, compotas.